# Coupe du monde masculine de volley-ball 1985
Navigation
Coupe du monde 1981 Coupe du monde 1989
La 5e Coupe du monde de volley-ball masculin 1985 a eu lieu au Japon du 22 novembre au 1er décembre 1985.

## Formule de compétition
La Coupe du monde de volley-ball 1985 a regroupé 8 équipes. Elle se compose des champions de 5 continents (Asie, Amérique du Nord, Amérique du Sud, Afrique, Europe) et de deux équipes invitées ("wild card").
Les matches seront disputés en Round Robin. Chaque équipe rencontre les autres (au total, 7 matches par équipe).

## Équipes présentes
- Japon : organisateur
- Égypte : champion d'Afrique
- États-Unis : champion d'Amérique du Nord
- Brésil : champion d'Amérique du Sud
- Corée du Sud : 2e au championnat d'Asie
- URSS : champion d'Europe
- Argentine : vice-champion d'Amérique du Sud ("wild card")
- Tchécoslovaquie : vice-champion d'Europe ("wild card")

## Poule unique
| # | Équipe          | Pts | J | G | P | Pp  | Pc  | Ratio | Sp | Sc | Ratio |
| 1 | États-Unis      | 14  | 7 | 7 | 0 | 369 | 243 | 1.519 | 21 | 4  | 5.25  |
| 2 | URSS            | 12  | 7 | 5 | 2 | 347 | 251 | 1.382 | 18 | 8  | 2.25  |
| 3 | Tchécoslovaquie | 12  | 7 | 5 | 2 | 350 | 318 | 1.101 | 16 | 11 | 1.455 |
| 4 | Brésil          | 11  | 7 | 4 | 3 | 349 | 301 | 1.159 | 16 | 11 | 1.455 |
| 5 | Argentine       | 10  | 7 | 3 | 4 | 313 | 324 | 0.966 | 12 | 14 | 0.857 |
| 6 | Japon           | 9   | 7 | 2 | 5 | 253 | 288 | 0.878 | 9  | 15 | 0.6   |
| 7 | Corée du Sud    | 9   | 7 | 2 | 5 | 250 | 328 | 0.762 | 8  | 17 | 0.471 |
| 8 | Égypte          | 7   | 7 | 0 | 7 | 149 | 327 | 0.456 | 1  | 21 | 0.048 |

## Tableau final
| Place              | Équipe          |
| ------------------ | --------------- |
| Médaille d'or      | États-Unis      |
| Médaille d'argent  | URSS            |
| Médaille de bronze | Tchécoslovaquie |
| 4                  | Brésil          |
| 5                  | Argentine       |
| 6                  | Japon           |
| 7                  | Corée du Sud    |
| 8                  | Égypte          |